# Сент-Круа (Эн)
Сент-Круа́ (фр. Sainte-Croix) — коммуна во Франции, находится в регионе Рона — Альпы. Департамент — Эн. Входит в состав кантона Монлюэль. Округ коммуны — Бурк-ан-Брес.
Код INSEE коммуны — 01342.

## География
Коммуна расположена приблизительно в 390 км к юго-востоку от Парижа, в 23 км северо-восточнее Лиона, в 38 км к югу от Бурк-ан-Бреса.
Около 30 % площади территории коммуны занимают леса.

## Климат
Климат полуконтинентальный с холодной зимой и тёплым летом. Дожди бывают нечасто, в основном летом.

## Население
Население коммуны на 2010 год составляло 534 человека.
| 1962 | 1968 | 1975 | 1982 | 1990 | 1999 | 2010 |
| ---- | ---- | ---- | ---- | ---- | ---- | ---- |
| 193  | 176  | 169  | 263  | 365  | 468  | 534  |

## Администрация
| Период | Период | Фамилия      | Партия | Примечания |
| ------ | ------ | ------------ | ------ | ---------- |
| 1995   | 2001   | Леон Левра   |        |            |
| 2001   | 2014   | Ролан Марре  |        |            |
| 2014   | 2020   | Мишель Левра |        |            |

## Экономика
В 2010 году среди 364 человек трудоспособного возраста (15—64 лет) 292 были экономически активными, 72 — неактивными (показатель активности — 80,2 %, в 1999 году было 80,4 %). Из 292 активных жителей работали 280 человек (150 мужчин и 130 женщин), безработных было 12 (4 мужчины и 8 женщин). Среди 72 неактивных 34 человека были учениками или студентами, 24 — пенсионерами, 14 были неактивными по другим причинам.

## Фотогалерея

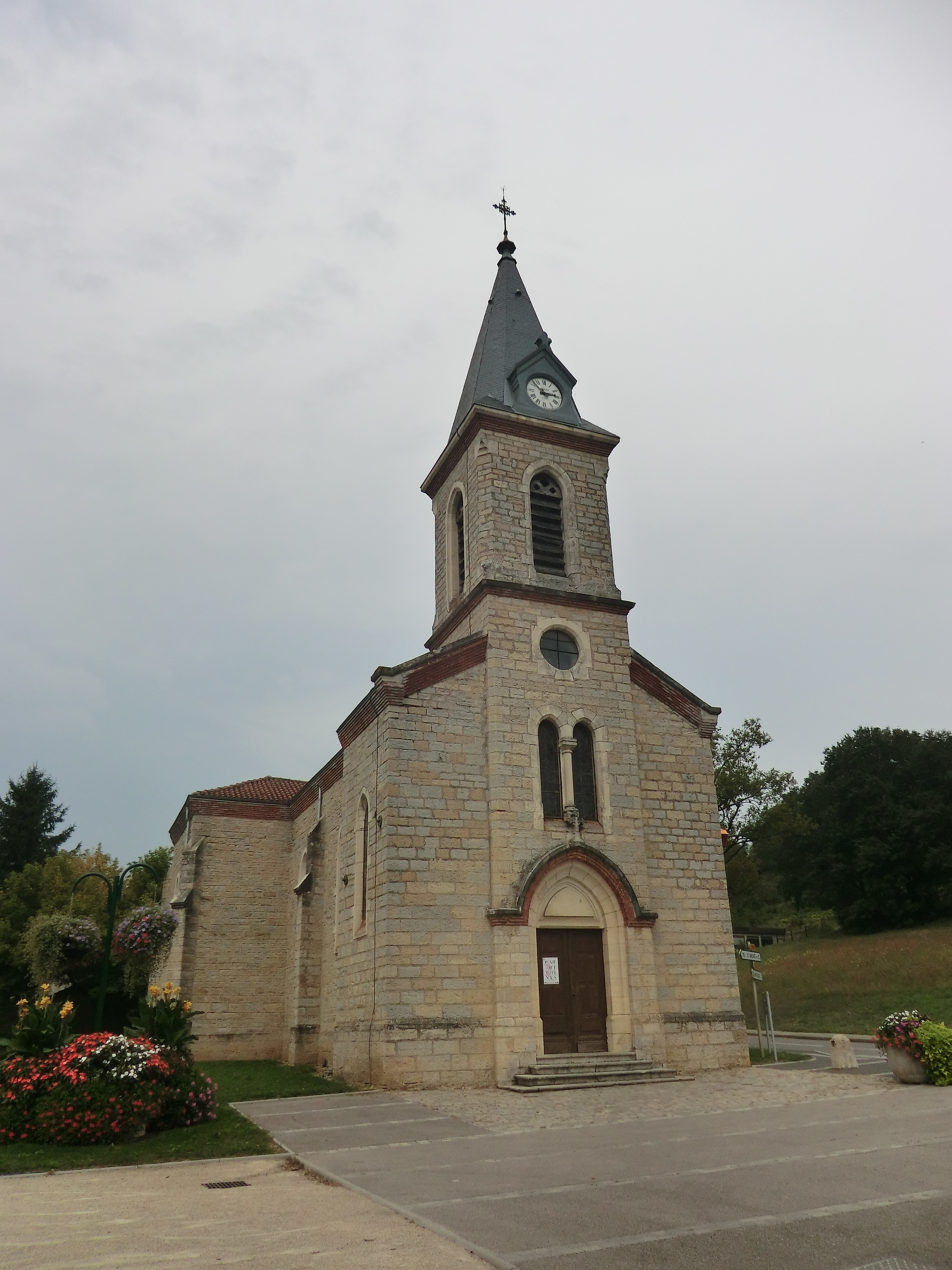
Церковь
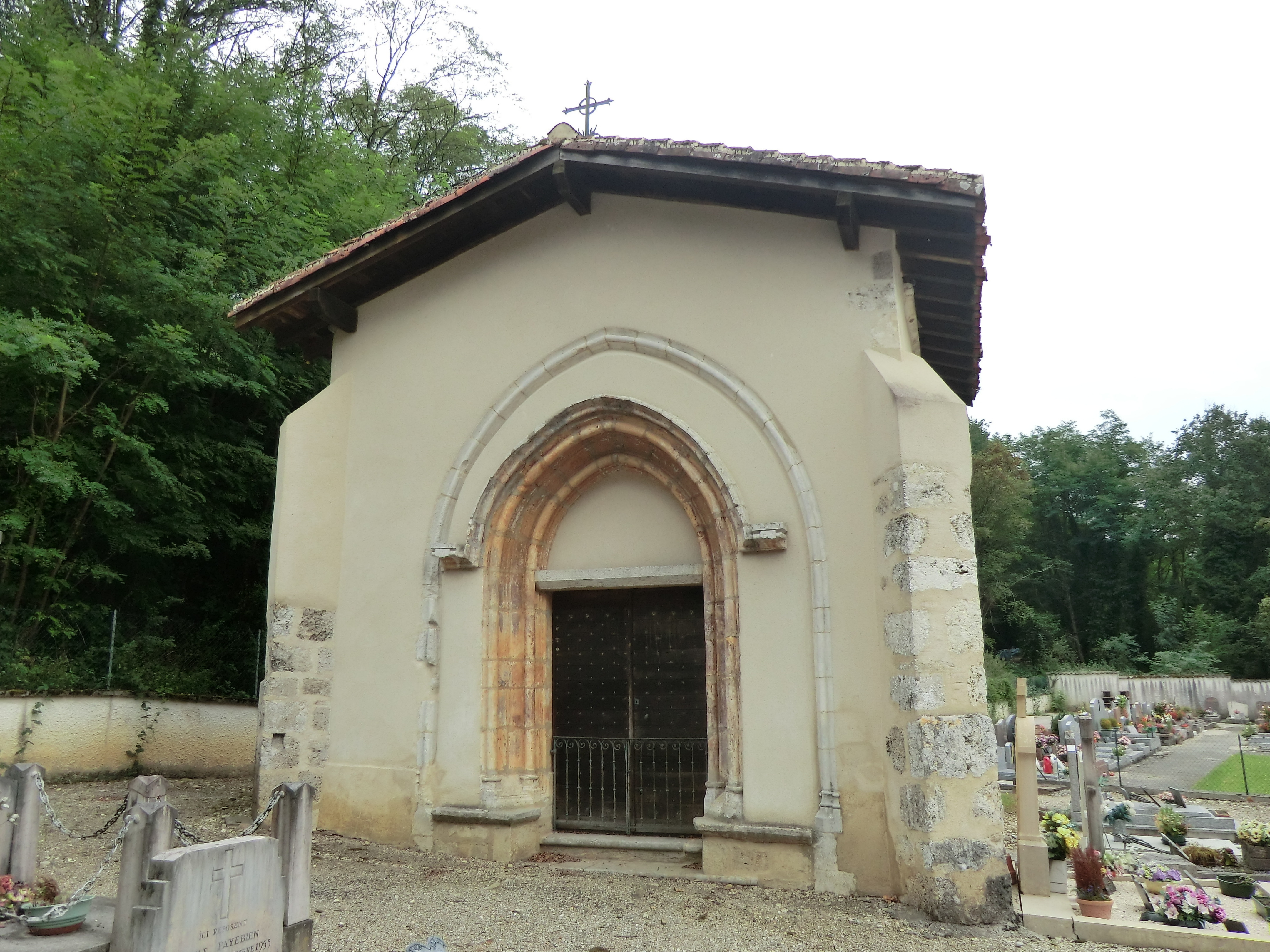
Часовня
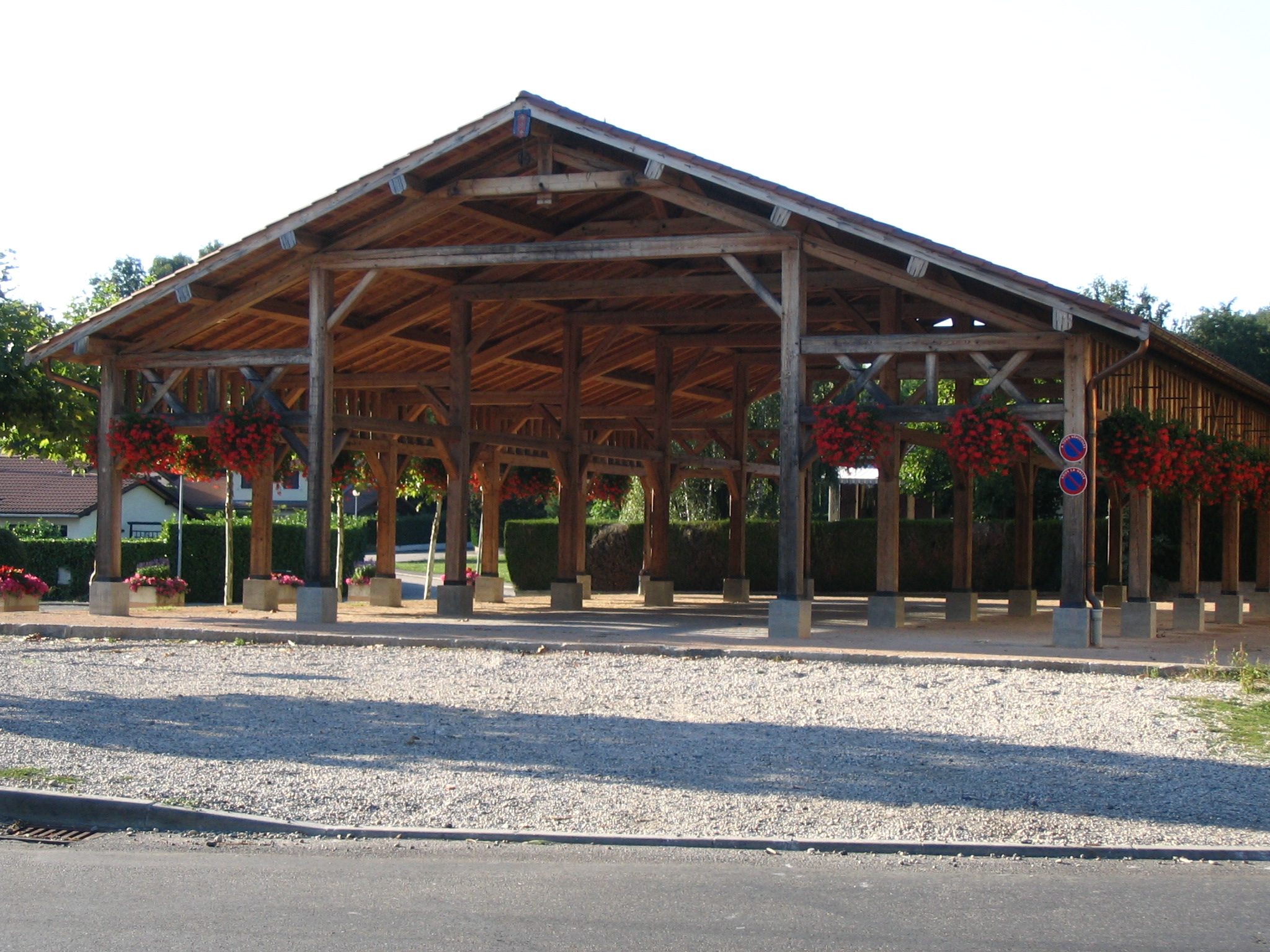
Крытый рынок
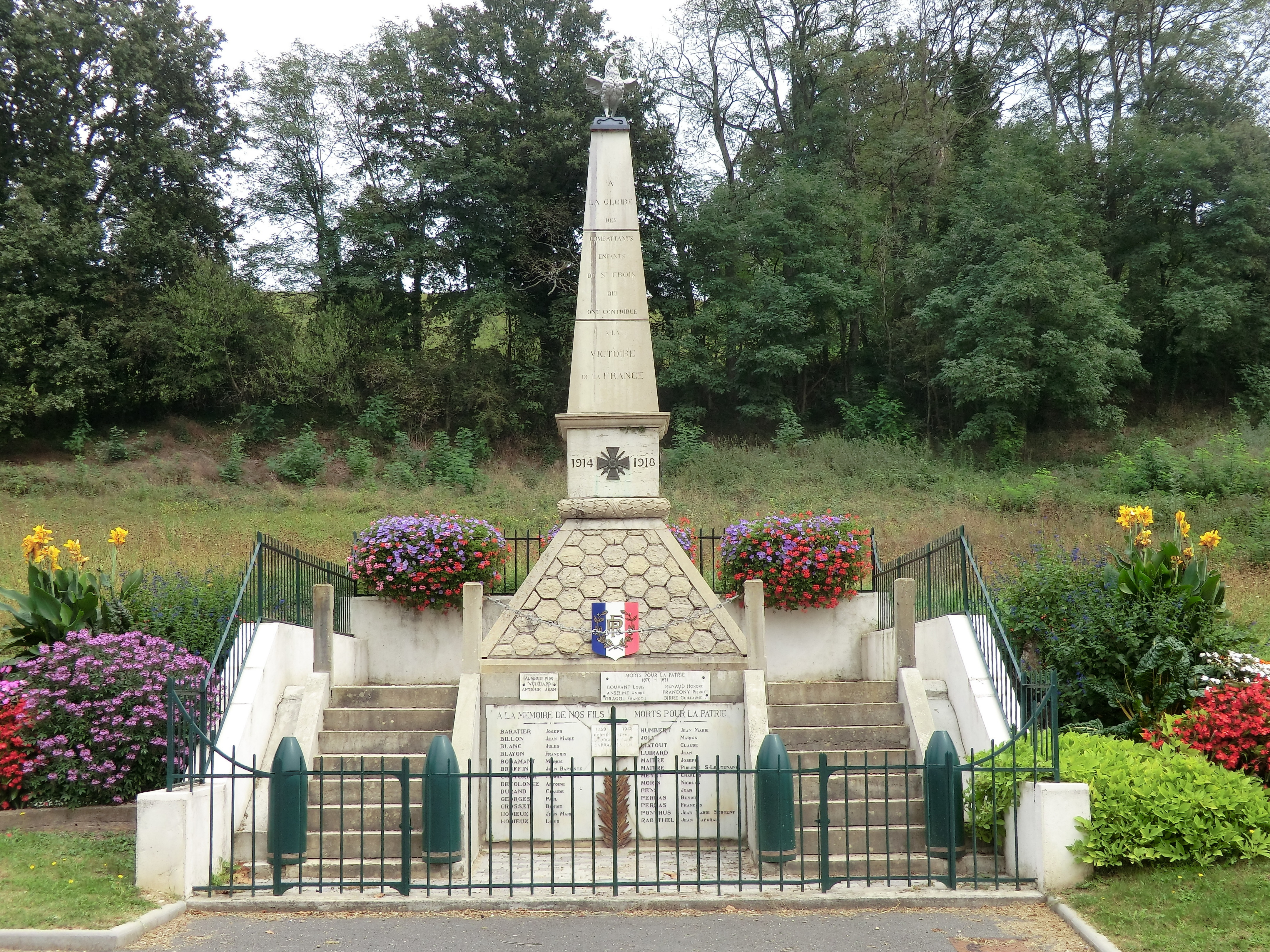
Военный мемориал
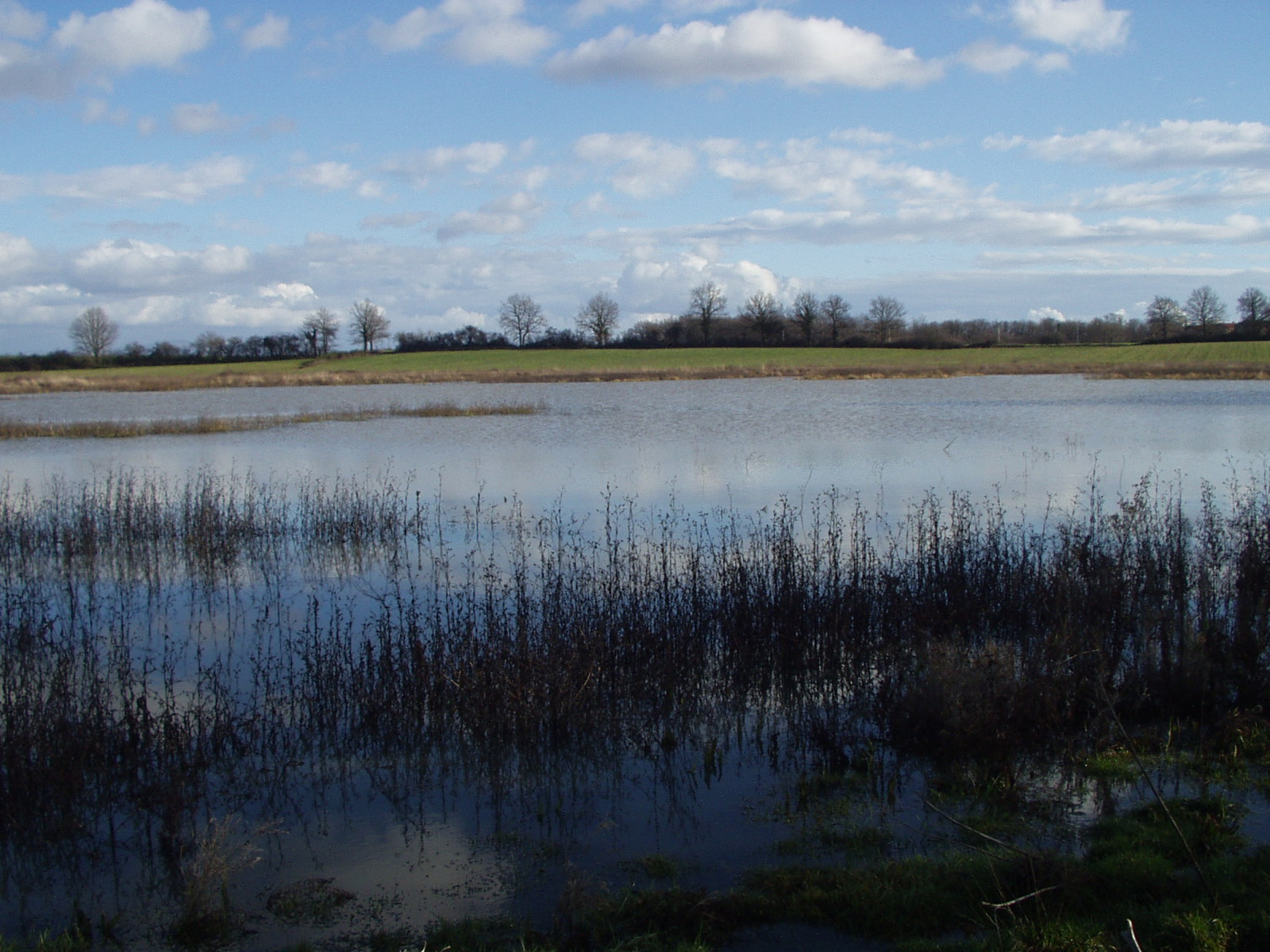
Озеро Бот
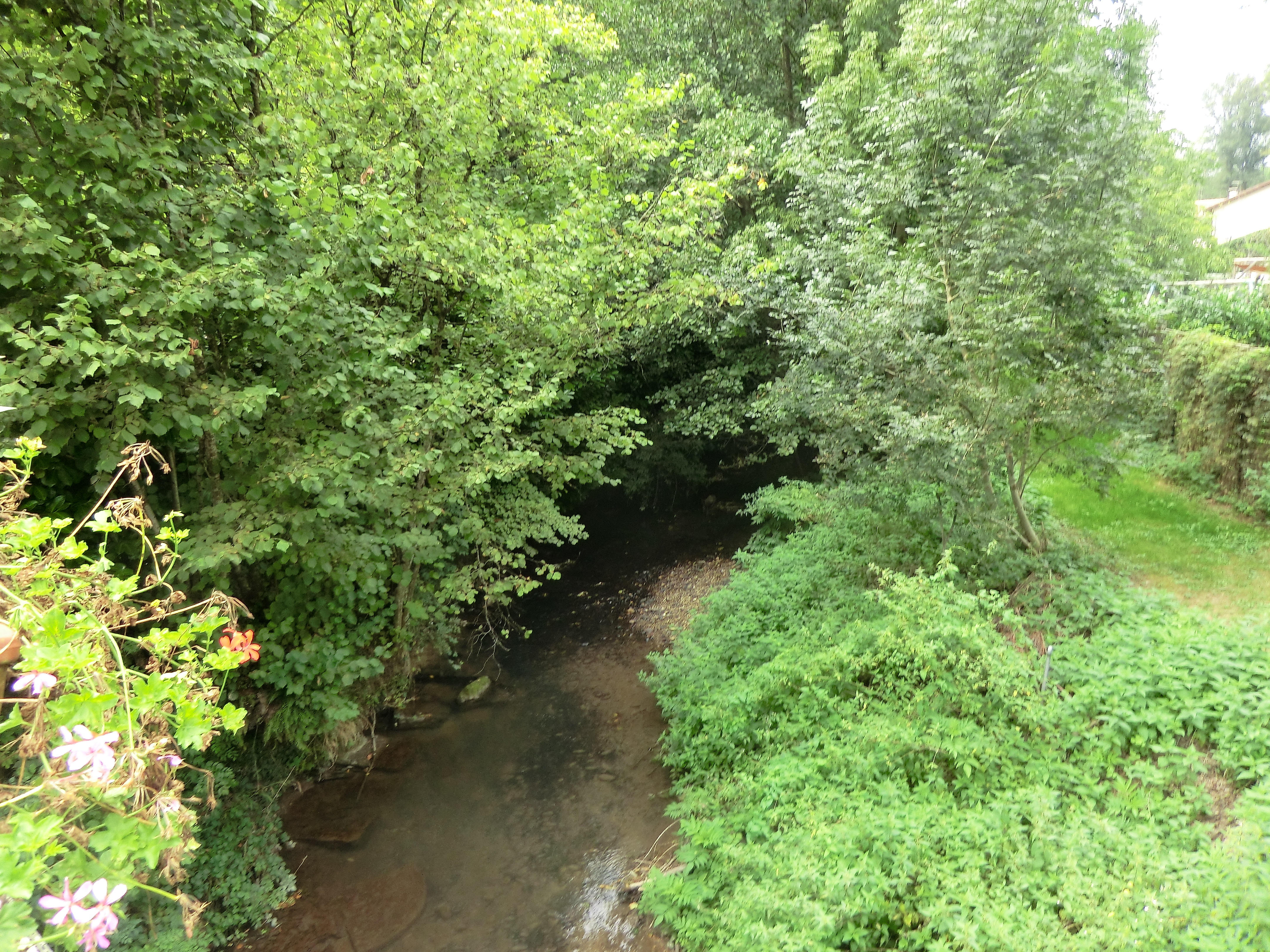
Река Серен[фр.]